# Arothron nigropunctatus
Il pesce palla a macchie nere (Arothron nigropunctatus Bloch & Schneider, 1801) è un pesce tropicale d'acqua salata.

## Descrizione

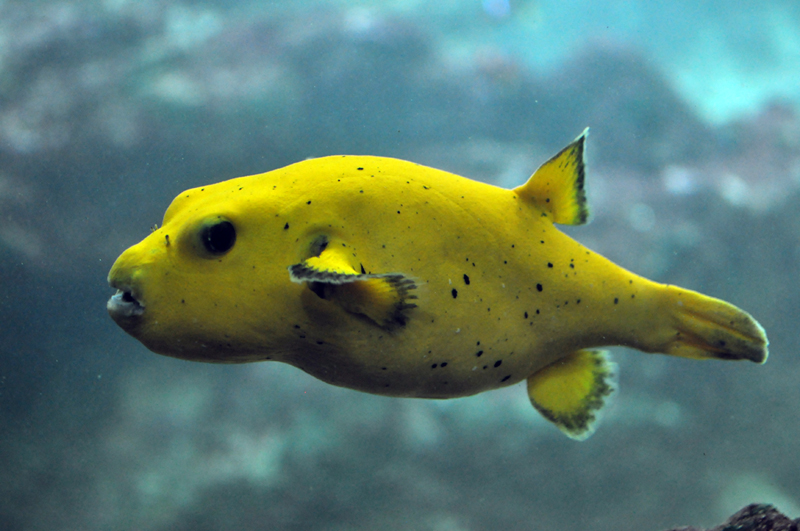
Un esemplare di colore giallo

L'Arothron nigropunctatus è un pesce di piccole dimensioni che può crescere fino a 33 cm (1 ft) di lunghezza. Il suo corpo è di forma ovale, sferico e relativamente allungato. La pelle non è ricoperta di squame, il pesce non possiede pinna pelvica e nessuna linea laterale. La pinna dorsale e la pinna anale sono piccole, simmetriche e situate alla fine del corpo. Il muso è corto con due coppie di narici e la sua bocca è terminale con quattro denti forti.
La colorazione di base è variabile e può essere grigia, marrone chiaro, bluastro, blu scuro, giallo brillante, giallo arancio e anche a volte bi-colore come bluastro e giallo. La colorazione scura si verifica intorno agli occhi e alla bocca. La pelle è cosparsa da macchie scure che variano in dimensioni e forma.

## Distribuzione e habitat
Questa specie vive dalle acque tropicali dell'oceano indiano fino a raggiungere le isole centrali dell'oceano Pacifico.
Vive vicino ai pendii esterni della barriera corallina e nelle lagune a 25 m (82 ft) di profondità.

## Comportamento
Questo pesce palla è diurno, solitario e territoriale.

## Potenziale pericolo
L'Arothron nigropunctatus detiene la tetrodotossina, un mortale veleno che lo protegge dai predatori. Al fine di scongiurare i potenziali nemici, è in grado di gonfiarsi deglutendo aria o acqua.